# Sarbeniza
Sarbeniza (bulgarisch Сърбеница) ist der Hauptgipfel im Höhenzug Ponor (Понор планина) im Westen des Balkangebirges. Der Berg hat eine Höhe von 1479 m und lässt sich ganzjährig besteigen. Etwa einen Kilometer nordöstlich von Sarbeniza liegt der Ort Simewiza (Зимевица), etwa drei Kilometer östlich der Ort Sasele (Заселе) und etwa 40 Kilometer südlich die Hauptstadt Sofia. Der Gipfel trägt den gleichen Namen wie bis 1934 das heutige Sofroniewo.